# Liste der Baudenkmäler in Stöttwang
Auf dieser Seite sind die Baudenkmäler in der schwäbischen Gemeinde Stöttwang zusammengestellt. Diese Tabelle ist eine Teilliste der Liste der Baudenkmäler in Bayern. Grundlage ist die Bayerische Denkmalliste, die auf Basis des Bayerischen Denkmalschutzgesetzes vom 1. Oktober 1973 erstmals erstellt wurde und seither durch das Bayerische Landesamt für Denkmalpflege geführt wird. Die folgenden Angaben ersetzen nicht die rechtsverbindliche Auskunft der Denkmalschutzbehörde.

## Baudenkmäler nach Ortsteilen

### Stöttwang
| Lage                              | Objekt                                            | Beschreibung                                                                                       | Akten-Nr.    | Bild           |
| --------------------------------- | ------------------------------------------------- | -------------------------------------------------------------------------------------------------- | ------------ | -------------- |
| Hauptstraße 8 (Standort)          | Pfarrhaus                                         | stattlicher Satteldachbau mit Lisenengliederung, erbaut 1849.                                      | D-7-77-172-1 | Pfarrhaus      |
| Hauptstraße 25 (Standort)         | Bauernhaus                                        | Mittertennbau mit Flachdach auf Bundwerkkniestock, bez. 1838                                       | D-7-77-172-2 | Bauernhaus     |
| Hauptstraße 33 (Standort)         | Bauernhaus                                        | ehemaliger Mittertennbau mit Kniestock, Mitte 19. Jahrhundert                                      | D-7-77-172-3 | Bauernhaus     |
| Pfarrer-Klein-Straße 2 (Standort) | Bauernhaus                                        | mit Bundwerkkniestock, um 1840                                                                     | D-7-77-172-4 | Bauernhaus     |
| Pfarrer-Klein-Straße 7 (Standort) | Katholische Pfarrkirche St. Gordian und Epimachus | Turm im Kern 14./15. Jahrhundert und 1768, sonst Neubau 1744/45 von Joseph Galler; mit Ausstattung | D-7-77-172-6 | weitere Bilder |

### Gennachhausen
| Lage                         | Objekt                         | Beschreibung                                                              | Akten-Nr.    | Bild                           |
| ---------------------------- | ------------------------------ | ------------------------------------------------------------------------- | ------------ | ------------------------------ |
| Bidinger Straße (Standort)   | Feldkapelle                    | wohl Mitte 19. Jahrhundert; 800 m südlich des Ortes.                      | D-7-77-172-9 | Feldkapelle                    |
| Bidinger Straße 1 (Standort) | Kapelle St. Antonius von Padua | Katholische Kapelle St. Antonius von Padua, erbaut 1770; mit Ausstattung. | D-7-77-172-7 | Kapelle St. Antonius von Padua |
| Bidinger Straße 8 (Standort) | Hausfigur                      | Muttergottes, Mitte 17. Jahrhundert                                       | D-7-77-172-8 | Hausfigur                      |

### Linden
| Lage                          | Objekt                  | Beschreibung | Akten-Nr.              | Bild           |
| ----------------------------- | ----------------------- | --- | ---------------------- | -------------- |
| Kirchbergstraße 7 (Standort)  | Bauernhaus              | Mittertennbau mit Flachdach und verschaltem Giebel, im Kern 1. Hälfte 18. Jahrhundert                                                                   | D-7-77-172-10          | Bauernhaus     |
| Kirchbergstraße 10 (Standort) | Filialkirche St. Martin | Katholische Filialkirche St. Martin, spätgotisch, um 1510, mit Ausstattung.                                                                             | D-7-77-172-11 Wikidata | weitere Bilder |
| Ritterstraße 13 (Standort)    | Bauernhaus              | Mittertennbau mit Flachdach, im Kern 18. Jahrhundert; die Hauptseiten des Wohnteils mit Architektur- und Figurenmalerei des 18. Jahrhunderts überzogen. | D-7-77-172-16          | Bauernhaus     |

### Reichenbach
| Lage                       | Objekt                   | Beschreibung                                                                                 | Akten-Nr.     | Bild                     |
| -------------------------- | ------------------------ | -------------------------------------------------------------------------------------------- | ------------- | ------------------------ |
| Blasiusstraße 5 (Standort) | Filialkirche St. Blasius | Katholische Filialkirche St. Blasius, Neubau 1730 von Johann Georg Fischer; mit Ausstattung. | D-7-77-172-12 | Filialkirche St. Blasius |

### Thalhofen an der Gennach
| Lage                                | Objekt                                | Beschreibung                                                                          | Akten-Nr.     | Bild           |
| ----------------------------------- | ------------------------------------- | ------------------------------------------------------------------------------------- | ------------- | -------------- |
| Bahnhofstraße 1 (Standort)          | Katholische Filialkirche Maria Schnee | Neubau 1725; mit Ausstattung                                                          | D-7-77-172-13 | weitere Bilder |
| Schwarzenbacher Straße 3 (Standort) | Bauernhaus                            | Flachdachhaus mit Wiederkehr und Bundwerk-Kniestock, im Giebel bezeichnet mit „1833“. | D-7-77-172-14 | Bauernhaus     |

## Ehemalige Baudenkmäler
In diesem Abschnitt sind Objekte aufgeführt, die früher einmal in der Denkmalliste eingetragen waren, jetzt aber nicht mehr. Objekte, die in anderem Zusammenhang also z. B. als Teil eines Baudenkmals weiter eingetragen sind, sollen hier nicht aufgeführt werden. Aktennummern in diesem Abschnitt sind ehemalige, jetzt nicht mehr gültige Aktennummern.

| Lage                                        | Objekt   | Beschreibung               | Akten-Nr.    | Bild     |
| ------------------------------------------- | -------- | -------------------------- | ------------ | -------- |
| Stöttwang Pfarrer-Klein-Straße 4 (Standort) | Ausleger | 4. Viertel 18. Jahrhundert | D-7-77-172-5 | Ausleger |